# Der lustige Fritz
Der lustige Fritz ist eine lokale Posse in zwei Aufzügen von Karl Meisl. Die Erstaufführung fand 1818 im Wiener Theater in der Leopoldstadt statt.

## Inhalt
Die ratlosen Eltern von Fritz Steigerl beraten gemeinsam mit Freunden des Hauses, wie dessen hemmungslose Verschwendungssucht zu kurieren sei. Doch den vernünftigen Vorschlägen von Herrn Schmalz begegnet die Mutter stets mit dem Einwand:
„Bedenken's aber dabei, daß es ein schwaches Bürscherl und daß es mein einzigens Kind ist.“ (Erster Aufzug, erster Auftritt)
Schließlich schlägt Speck vor, Fritz durch einen Magier heilen zu lassen, der seinen Patienten in einem Traum ihre Zukunft zeigen und sie dadurch heilen könne.
Fritz wird von seinen Geliebten an die schriftlichen Heiratsversprechen und von seinen Gläubigern an die Schulden erinnert. Er sieht sich aber als Opfer:
„Das ist ein Kreuz, wenn man so liebenswürdig ist, wie ich bin, die Madeln haben Sinn und Geschmack genug, das einzusehen; aber die Schuldner haben leider keinen Sinn dafür…“ (Erster Aufzug, sechster Auftritt)
Bei Magier bekommt Fritz einen Schlaftrunk, beginnt zu träumen und die Eltern können dabei zusehen. Frau Steigerl ist davon sehr angetan:
„Wenn man alle Träume so mitansehen könnte, da gäb's etwas zum Schauen, da sähe man so manche Scheinheiligkeit in kuriosen Verhältnissen.“ (Zweiter Aufzug, erster Auftritt)
Im Traum ist Fritz schon seit 20 Jahren mit Lottchen verheiratet und völlig verarmt. Die Satire bietet sich als Retterin an, führt die beiden in den Palast des Herrn von Luxus, wo sie der Haushofmeister Laster begrüßt und dem Hausherrn vorstellt. Dieser findet scheinbar Gefallen an Lottchen und überschüttet die beiden mit kostbaren Geschenken. Andere allegorische Figuren, wie Kaprice, Mode, Kompliment und Koketterie kümmern sich ebenfalls um sie. Als aber der Luxus sie verstößt und sie dem Laster, der Armut und dem Wahnsinn ausgeliefert werden, begreift Fritz endlich seine Fehler. Die Hoffnung führt ihn in das wirkliche Leben zurück und er verspricht, von nun an brav zu sein:
„Wie ich jetzt brav bin, das ist ein Spektakel! – Arbeiten will ich und dann noch einmal so lustig sein und singen…“ (Zweiter Aufzug, zweiundzwanzigster Auftritt)

## Rezeption
„Der lustige Fritz“ wurde von Karl Meisl zu einem Zeitpunkt geschaffen, wo sich das Sittenstück zum neuen Zauberstück zu entwickeln begann. Dieses Werk ist dennoch ein Besserungsstück ohne seelischen Tiefgang – die Wandlung des Helden erfolgt rein mechanisch durch Zauberei. Neu ist bei Meisl die Personifizierung allegorischer Begriffe (Luxus, Laster, Begierde usw.) und der Einsatz dieser Figuren nicht nur in einer Rahmenhandlung, sondern im Stück selbst als moralisierender Auftritt. Für das damalige Publikum war ein derartiger Auftritt personifizierter Allegorien etwas Selbstverständliches, auch wenn es heute sonderbar erscheint.
Das Stück war Meisls erster und auch größter Erfolg – es wurde allein im Leopoldstädter Theater 97-mal aufgeführt. Die Hauptrolle, den Fritz, spielte Ferdinand Raimund, der Ignaz Schuster als beliebtesten Komiker Wiens abgelöst hatte.
Im Finale lässt Meisl alle Personen gemeinsam etliche Strophen eines bekannten Volksliedes singen:
„Wer a Geld hat, kann ins Theater gehn. – Und wer keins hat – bleibt bei Tor drauß' stehn.
Uns ist's alles eins, uns ist's alles eins, ob wir Geld haben oder keins.“